# الوافی
الوافی اولین جامع حدیثی در دورهٔ متأخران، اثر ملا محسن فیض کاشانی است. وافی مهم‌ترین اثر حدیثی فیض، یکی از بزرگ‌ترین، مهم‌ترین و جامع‌ترین آثار حدیثی شیعه از دورهٔ صفویان است که در آن اخبار و احادیث مربوط به اصول، فروع، سنن و احکام اسلامی منقول در کتب اربعه امامیه گرد آمده‌است. الوافی را همراه با وسائل‌الشیعه و بحارالانوار، جوامع حدیثی (ثانویه) می‌نامند.

## نویسنده
ملا محسن فیض کاشانی که به فیض کاشانی معروف بود، از متخصصان و محققان در حوزه‌های فقه و اصول و فلسفه اخلاق و کلام و حدیث و تفسیر قرآن و مکاشفات بود. او از شاگردان شیخ بهایی و میرداماد و شاگرد و داماد بزرگ ملاصدرا بود. او بیش از یکصد و شانزده جلد کتاب به زبان عربی و فارسی نوشت. البته برخی از این آثار، مربوط به فلسفه، تصوف، فقه، اصول، کلام و … می‌باشد و فیض از آنچه در این زمینه خوانده و نوشته، اظهار پشیمانی و برائت نموده و آن را بر سبیل تمرین و صرفاً نقل مطلب معرفی نموده‌است.

## مقدمه
او در مقدمه کتاب خود دلیل نگارش این اثر را عدم الگوی منحصر به فرد برای جمع‌آوری حدیث و احکام در کتب اربعه که در زمان‌های مختلف و روش‌های مختلف جمع‌آوری شده‌اند بیان می‌نماید؛ بنابراین او در کتاب الوافی روایات را در دسته‌های مشخص قرار داد و موارد تکراری را حذف کرد. همچنین همچنین او روایاتی که از لحاظ مفهوم یا لغات دارای ابهام بودند را توضیح داد.

## محتوا
این کتاب، مشتمل بر تمام احادیث موجود در کتب اربعه شیعه می‌باشد. او در این کتاب، علاوه بر جمع‌آوری این روایات، سعی کرده‌است تا متون روایات را شرح و مشکلات موجود در آنها را برطرف سازد. کتاب الوافی، دارای یک مقدمه و چهارده کتاب و یک خاتمه است. این ۱۴ جلد شامل موارد زیر می‌باشد:
- کتاب عقل و علم و توحید
- کتاب حجت
- کتاب ایمان و کفر
- کتاب طهارت و زینت
- کتاب نماز و دعا و قرآن
- کتاب زکات و خمس و مبرات
- کتاب روزه و اعتکاف و معاهدات
- کتاب حج و عمره و زیارات
- کتاب حِسبه و احکام و شهادات
- کتاب مَعایش و مکاسب و معاملات
- کتاب مَطاعِم و مَشارب و تجملات
- تاب نکاح و طلاق و ولادات
- کتاب جنایز و فرایض و وصیات
- کتاب روضة که شامل احادیث متفرقه است